# Evelyne Leu
Pour les articles homonymes, voir Leu.
Evelyne Leu, née le 7 juillet 1976 à Bottmingen, est une skieuse acrobatique suisse spécialisée dans les épreuves de sauts. Elle a obtenu la médaille d'or aux Jeux olympiques de Turin en 2006. Médaillée d'argent aux Championnats du monde 2005, elle compte 20 podiums dont 8 victoires en Coupe du monde entre 1994 et 2010.

## Biographie
Evelyne Leu naît le 7 juillet 1976 à Bottmingen, dans le canton de Bâle-Campagne. Elle fait ses débuts en Coupe du monde le 13 mars 1994, avec une quinzième place à Hasliberg (Suisse). Elle entre pour la première fois dans le top 10 en février 1995 avec une huitième place à Oberjoch (Allemagne) et une dixième place à Altenmarkt-Zauchensee (Autriche). Pendant la saison 1995-196, elle termine sixième à Oberjoch et à La Plagne (France). Elle monte pour la première fois sur le podium en Coupe du monde le 7 décembre 1996 avec une troisième place à Tignes (France). Elle est quatorzième de ses premiers Championnats du monde à Iizuna Kogen (Japon) en février 1997. Pendant la saison 1997-1998, son meilleur résultat est une huitième place en Coupe du monde et elle est quinzième lors de sa première participation olympique à Nagano (Japon). Après une cinquième place en tant que meilleur résultat en 1998-1999, elle monte à nouveau sur le podium en janvier 2000 avec une troisième place à Heavenly (États-Unis).
Evelyne Leu gagne sa première épreuve de Coupe du monde le 6 janvier 2001 à Deer Valley (États-Unis). Elle termine quatrième des Championnats du monde de Whistler, au Canada, puis termine troisième de l'épreuve de Coupe du monde de Sunday River (États-Unis) le 27 janvier 2001. Aux Jeux olympiques d'hiver de 2002 à Salt Lake City (États-Unis), elle remporte les qualifications en battant le record du monde de points mais elle chute deux fois en finale et termine onzième. Elle gagne une deuxième épreuve de Coupe du monde à Spindleruv Mlyn (République tchèque) à la fin de la saison 2002-2003. Elle monte trois fois sur le podium en 2003-2004 et termine troisième du classement de la Coupe du monde de saut à la fin de la saison. Après trois podiums dont une victoire en Coupe du monde pendant la saison 2004-2005, elle remporte l'argent aux Championnats du monde de Ruka (Finlande) derrière la Chinoise Li Nina. C'est la seule médaille de sa carrière aux Championnats du monde.
La saison 2005-2006 est la meilleure de sa carrière. Avec deux victoires et deux troisièmes places, elle est première du classement de la Coupe du monde de saut. Aux Jeux olympiques d'hiver de 2006 à Turin (Italie), elle est cinquième après la première manche de la finale. Elle remonte à la première place et devient championne olympique grâce à un Back-Full-Full-Full (triple salto arrière avec trois vrilles) en deuxième manche. C'est la première fois qu'elle réussit ce saut en compétition.
Evelyne Leu est troisième du classement de la Coupe du monde 2006-2007 avec une victoire, et cinquième des Championnats du monde 2007 à Madonna di Campiglio (Italie). Elle est une fois première et une fois troisième en 2007-2008. Après une huitième victoire en Coupe du monde à Cypress Mountain (Canada), elle est quinzième des Championnats du monde 2009 à Inawashiro (Japon).
Leu annonce sa retraite à la fin de la saison 2009, mais elle revient en 2009-2010. Elle termine deuxième de l'épreuve de Calgary (Canada) en janvier 2010. Tenante du titre, elle ne se qualifie pas pour la finale des Jeux olympiques d'hiver de 2010. Elle termine seizième après avoir manqué la réception de son deuxième saut des qualifications. Elle prend sa retraite sportive définitive en avril 2010 à l'âge de 33 ans.

## Palmarès

### Jeux olympiques d'hiver
| Édition/Discipline  | Saut acrobatique |
| Nagano 1998         | 15e              |
| Salt Lake City 2002 | 11e              |
| Turin 2006          | Or               |
| Vancouver 2010      | 16e              |

### Championnats du monde
| Édition/Discipline        | Saut acrobatique |
| Iizuna Kogen 1997         | 14e              |
| Meiringen-Hasliberg 1999  | 14e              |
| Whistler 2001             | 4e               |
| Deer Valley 2003          | 9e               |
| Ruka 2005                 | Argent           |
| Madonna di Campiglio 2007 | 5e               |
| Inawashiro 2009           | 15e              |

### Coupe du monde
- Meilleur classement général : 7e en 2006 et 2007
- 1 petit globe de cristal :
  - Vainqueur du classement sauts 2006.
- 21 podiums dont 9 victoires en saut acrobatique.

#### Détail des victoires
| Édition / Épreuve | Saut acrobatique         |
| 2001              | Deer Valley              |
| 2003              | Spindleruv Mlyn          |
| 2005              | Sauze d'Oulx-Jouvenceaux |
| 2006              | Mont-Gabriel Lake Placid |
| 2007              | Deer Valley              |
| 2008              | Davos-Parsenn            |
| 2009              | Cypress Mountain         |

#### Différents classements
| Année | Saut | Général |
| ----- | ---- | ------- |
| 1994  | 30e  | 88e     |
| 1995  | 21e  | 63e     |
| 1996  | 16e  | 51e     |
| 1997  | 14e  | 34e     |
| 1998  | 16e  | 45e     |
| 1999  | 6e   | 12e     |
| 2000  | 5e   | 10e     |
| 2001  | 10e  | 18e     |
| 2002  | 22e  | 44e     |
| 2003  | 11e  | 23e     |
| 2004  | 3e   | 16e     |
| 2005  | 6e   | 19e     |
| 2006  | 1re  | 7e      |
| 2007  | 3e   | 7e      |
| 2008  | 5e   | 20e     |
| 2009  | 5e   | 17e     |
| 2010  | 7e   | 20e     |

### Autres
- Neuf titres de championne de Suisse (1995, 2001, 2003-2009)
- Huit podiums dont cinq victoires en Coupe d'Europe